# Hyvinkää Falcons 1982
Questa voce raccoglie le informazioni riguardanti gli Hyvinkää Falcons nelle competizioni ufficiali della stagione 1982.
Non sono noti tutti gli incontri.

## Vaahteraliiga 1982

### Stagione regolare

#### Prima fase
| 1982 | Helsinki Rams | 6 – 20 | Hyvinkää Falcons |  |

| 1982 | Hyvinkää Falcons | 18 – 6 | Vantaan TAFT |  |

| 1982 | Savonlinna Steamers | 16 – 6 | Hyvinkää Falcons |  |

| 1982 | Hyvinkää Falcons | 0 – 78 | East City Giants |  |

#### Seconda fase
| 1982 Turno 1 | Viherlaakso Gorillas | 14 – 0 | Hyvinkää Falcons |  |

| 1982 Turno 2 | Hyvinkää Falcons | 6 – 40 | Helsinki Roosters |  |

| 1982 Turno 3 | Espoo Poli | 36 – 0 | Hyvinkää Falcons |  |

| 1982 Turno 4 | Hyvinkää Falcons | 3 – 46 | MAJS |  |